# 星希巳加
星希巳加（日语：／ Hoshi Kimika，1996年1月26日—），日本女子曲棍球运动员，2018年亚洲运动会女子曲棍球金牌得主、2021年女子曲棍球亚洲冠军杯金牌得主、2022年亚洲杯女子曲棍球赛金牌得主。